# Petre Bokor
Petre Bokor (n. 24 mai 1940, Cluj – d. 25 aprilie 2014, Montreal, Canada) a fost un regizor de teatru și scriitor român.

## Biografie
A absolvit Institutul de Artă Teatrală și Cinematografică din București, clasa de regie film. Cariera și-a început-o lucrând alături de Mircea Veroiu și Dan Pița ca coscenarist și coregizor la filmul Apa ca un bivol negru (1971).
În anul 1977, emigrează în Canada unde devine directorul Teatrului Francez din Edmonton și profesor de artă teatrală la Universitatea Alberta.
A fost profesor la Universitatea Națională Australiană și regizor la Canberra, în Australia, timp de doi ani.
După căderea regimului comunist, Petre Bokor a revenit în România punând în scenă multe spectacole pe scenele teatrelor din București, cum ar fi: Leul în iarnă de James Goldman (2001, Teatrul Național Ion Luca Caragiale), Cumetrele de Michel Tremblay (1994, Teatrul Odeon), A fi sau ce va fi... de Lyle Victor Albert (Teatrul Metropolis), Nebunia regelui George de Alan Bennett (Teatrul Bulandra), Vrăjitorul din Oz, după basmul lui L. Frank Baum (Teatrul Excelsior), Scandal la operă! de Ken Ludwig, Ultimul Don Juan de Neil Simon, 39 de trepte, după filmul lui Alfred Hitchcock, Blues de Arthur Miller (2008), Război și pace, adaptare după romanul lui Lev Tolstoi (2003), Miresele căpitanului de Larry Gelbart (2002) sau Operele complet prescurtate ale lui WLM ȘXPR de J. Borgeson, A. Long și D. Singer (2001) la Teatrul Nottara.
În țară a pus în scenă spectacolele Liniște în culise! de Michael Frayn (2008, Teatrul Maghiar de Stat din Cluj), Ați auzit ce s-a întâmplat în drum spre forum? de Plaut (2006, Teatrul Național din Târgu Mureș), Cumetrele de Michel Tremblay (2001, Teatrul Național Marin Sorescu din Craiova), Jack și femeile lui de Neil Simon, (Teatrul „Sică Alexandrescu” din Brașov), Cyrano de Buffalo de Ken Ludwig și Suntem happy! de Alan Bennett, (Teatrul Național din Timișoara).
A semnat și regia filmului Tufă de Veneția.
A fost membru al Uniunii Scriitorilor din România, filiala Cluj.

## Operă literară
- Tumbe în plină stradă (schițe, 1971)
- Opriți secolul, cobor! (umoristice, 1974)
- Micii mei toreadori (schițe, 1979)
- Pe cuvânt de cineast (schițe, 1995)
- Carte despre Toma Caragiu (1996)
- Până sus, cu capul jos ! (1998)
- Planeta Silvestru (1998)
- Basca lui Șexpir (roman teatral), Editura Cartea Românească, 1998; Editura: Limes, 2011;
- Ieșirea la pagina 2681 (2000)
- Dâmbovița - rive gauche - trei humorescuri (2010)

## Filmografie

### Scenarist
- Apa ca un bivol negru (documentar, 1971) – coscenarist
- Tufă de Veneția (1977) - în colaborare cu Valentin Silvestru

### Regizor
- Apa ca un bivol negru (documentar, 1971) – coregizor
- Hilarius (Tvr, 1971)
- Si la sfarsit, semnul mirarii (Tvr, 1971)
- Cavalerul tristei figuri (Tvr, 1971)
- Piticul din gradina de vara (Tvr, 1972)
- Doi pe cal, unul pe magar (Tvr, 1973)
- Ludovic al XIX-lea (Tvr, 1973)
- Statuia (Tvr, scurtmetraj, 1977)
- Tufă de Veneția (1977)
- Cumetrele (Tvr, 1996)
- Leul in iarna (Tvr, 2005)

### Actor
- Mînia (1978)

## Premii
- Premiul pentru debut, la Festivalul de la Cannes, în 1971, pentru filmul documentar Apa ca un bivol negru[6]
- Premiul Cultural al Guvernului Republicii Franceze, în 1990[6]
- Medalia de Aur a Ordinului "Joe Boyle - Regina Maria", în 1998[6]